# Melissa George
Melissa Suzanne George (Perth, 6 de agosto de 1976) é uma atriz e empresária australiana, com dupla cidadania americana.

## Biografia

### Vida
Melissa é filha de Pamela, uma enfermeira, e Glenn George, um trabalhador da construção civil. A segunda de quatro filhos, Melissa desenvolveu um interesse em dançar e começou a estudar jazz, sapateado, balé e dança moderna com a idade de sete anos. Seu entusiasmo pela dança evoluiu para uma paixão pela patinação. Melissa foi campeã nacional de patinação na Austrália e ganhou medalhas de bronze no Campeonato Nacional em 1989 e 1990. Ela também ganhou uma medalha de prata no Campeonato Mundial Júnior de 1991.

### Carreira
Melissa George começou como modelo na adolescência precoce e em 1992 foi nomeada modelo do ano da Austrália Ocidental. Aos dezesseis anos, foi descoberta pelo agente Liz Mullinar e conseguiu um papel em Angel Parrish ao lado de Dieter Brummer sobre o conto popular australiano Home e Away. Melissa George deixou Perth e mudou-se para Sydney para iniciar a sua carreira. Depois de três anos no meio artístico, ela decidiu sair e tentar outros desafios. Melissa foi fotografada para a Playboy Australiana e também para a revista Black + White. 
Melissa George fez um vídeo chamado Mind, Body e Soul(1996), criou uma marca de lingeries (roupa de dormir) chamada "An Angel in My Bedside" e teve um papel curto na série de televisão Roar de ( 1997), com Heath Ledger, antes de sair da Austrália para se mudar para Los Angeles e tentar a sorte nos EUA. Após mudar para Los Angeles, fez pequeno papel em diversos filmes, incluindo Dark City, The Limey, Mulholland Drive e Down with Love. Ela também estrelou em vários pilotos de TV que nunca foram ao ar na televisão, como Lost em Oz. Ela teve breve sucesso em 2001 até que a ABC cancelou a comédia Thieves, co-estrelando com John Stamos. Ela também estrelou na série Charmed na sua sexta temporada. 
Melissa George foi descoberta em 2003, quando fez o papel de Lauren Reed na série Alias. Também neste ano, se tornou a babá de Rachel na série de comédia americana Friends. 
Estrelando o primeiro papel para o cinema como Kathy Lutz em 2005 com The Amityville Horror. No mesmo ano, desempenhou Deanna Schine no filme de terror Derailed, com Clive Owen e Jennifer Aniston. 
2006 foi um ano movimentado para Melissa, que filmou três filmes, o drama Music Within, com Ron Livingston, o thriller Waz, com Stellan Skarsgård, e a adaptação para o cinema do romance 30 Days of Night, dirigido por David Slade e co-estrelando Josh Hartnett. Melissa voltou à televisão em 2008 na HBO, com In Treatment, co-estrelando  com Gabriel Byrne e Dianne Wiest. 
Em 2006 foi anunciado que Melissa é o novo rosto da empresa de cosméticos Napoleon Perdis e da empresa de joias australiana Linneys. Ela também foi nomeada como embaixadora do 52º Campeonato Mundial de Patinação Artística (2007). 
Ela recentemente estrelou no terror Paradise Lost, em que seu personagem foi um dos únicos sobreviventes de um grupo de brasileiros.

### Vida pessoal
Melissa morou em Los Angeles com o marido Claudio Dabed (de quem se separou em 2011) e a filha (de um relacionamento anterior), Martina (nascida em 1995). Ela e Dabed se conheceram em Bali em 1998 e se casaram em 22 de setembro de 2000. Depois da separação , ela iniciou um relacionamento com Jean David Blanc, que durou de 2011 a 2016.

## Prêmios
Academia de Science Fiction, Fantasy & Horror Films
- 2004: Vencedora: Cinescape Genre Face of the Future Award

Em filmes australianos
- 2005: Vencedora: Breakthrough Award

Prêmios Logie
- 1995: Vencedora: Atriz Mais Popular por Home and Away.
- 1994: Vencedora: Novos Talentos por Home and Away.

## Filmografia
| Ano     | Título                    | Papel                   | Notas                                      |
| ------- | ------------------------- | ----------------------- | ------------------------------------------ |
| 1993    | Home and Away             | Angel Parish            | série de televisão, 1993-1996, Logie Award |
| 1997    | Fable                     | Rex Fable               | filme de televisão                         |
| 1997    | Roar                      | Molly                   | série de televisão - 5 episódios           |
| 1998    | Dark City                 | May                     |                                            |
| 1999    | The Limey                 | Jennifer 'Jenny' Wilson |                                            |
| 2001    | Sugar & Spice             | Cleo Miller             |                                            |
| 2001    | Mulholland Drive          | Camilla Rhodes          |                                            |
| 2001    | New Port South            | Amanda                  |                                            |
| 2001    | Thieves                   | Rita                    | série de televisão                         |
| 2003    | Down with Love            | Elkie                   |                                            |
| 2003    | Friends                   | Molly                   | série de televisão - 2 episódios           |
| 2003    | Charmed                   | Freyja                  | série de televisão - dois episódios        |
| 2003    | Alias                     | Lauren Reed             | série de televisão, 2003-2004              |
| 2005    | The Amityville Horror     | Kathy Lutz              |                                            |
| 2005    | Derailed                  | Deanna Schine           |                                            |
| 2006    | Turistas                  | Pru Stagler             |                                            |
| 2007    | Music Within              | Christine               |                                            |
| 2007    | Waz                       | Helen Westcott          |                                            |
| 2007    | 30 Days of Night          | Stella Olemaun          |                                            |
| 2008    | In Treatment              | Laura                   | série de televisão                         |
| 2008    | The Betrayed              | Jamie                   |                                            |
| 2008    | Stopping Power            |                         | em produção                                |
| 2009    | Grey's Anatomy            | Sadie                   | série de televisão                         |
| 2009    | Triangle                  | Jess                    |                                            |
| 2010    | Lie To Me                 | Clara                   | série de televisão; 3 episódios            |
| 2011    | Bag of Bones              | Mattie                  | Filme de televisão                         |
| 2011    | Swinging with the Finkels | Janet                   |                                            |
| 2013-14 | The Good Wife             | Marilyn Garbanza        | 8 episódios                                |
| 2016    | Heartbeat                 | Alex Pierce             | série de televisão - personagem principal  |
| 2019    | Star Trek: Discovery      | Vina                    | 1 episódio                                 |